# Meghnagar
Meghnagar é uma vila no distrito de Jhabua, no estado indiano de Madhya Pradesh.

## Demografia
Segundo o censo de 2001, Meghnagar tinha uma população de 10,316 habitantes. Os indivíduos do sexo masculino constituem 52% da população e os do sexo feminino 48%. Meghnagar tem uma taxa de literacia de 62%, superior à média nacional de 59.5%: a literacia no sexo masculino é de 69% e no sexo feminino é de 54%. Em Meghnagar, 18% da população está abaixo dos 6 anos de idade.